# Anguilla borneensis
Anguilla borneensis, còn được gọi là Cá chình Borneo là một loài cá chình thuộc chi Anguilla. Chúng thường được tìm thấy ở Borneo.